# Giro de Emilia 2021
La 104.ª edición de la clásica ciclista Giro de Emilia fue una carrera en Italia que se celebró el 2 de octubre de 2021 con inicio en la ciudad Casalecchio di Reno y final en el Santuario de Nuestra Señora de San Luca la ciudad de San Luca sobre un recorrido de 195,3 kilómetros.
La carrera formó parte del UCI ProSeries 2021, calendario ciclístico mundial de segunda división, dentro de la categoría UCI 1.Pro y fue ganada por el esloveno Primož Roglič del Jumbo-Visma. Completaron el podio, como segundo y tercer clasificado respectivamente, el portugués João Almeida del Deceuninck-Quick Step y el canadiense Michael Woods del Israel Start-Up Nation.

## Equipos participantes
Tomaron parte en la carrera 25 equipos: 14 de categoría UCI WorldTeam invitados por la organización, 7 de categoría UCI ProTeam y 4 de categoría Continental. Formaron así un pelotón de 162 ciclistas de los que acabaron 55. Los equipos participantes fueron:
| WorldTeams (14)- Astana-Premier Tech - AG2R Citroën Team - Bora-Hansgrohe - Deceuninck-Quick Step - EF Education-Nippo - Groupama-FDJ - Ineos Grenadiers - Israel Start-Up Nation - Jumbo-Visma - Lotto Soudal - Team BikeExchange - Qhubeka NextHash - Trek-Segafredo - UAE Team Emirates ProTeams (7)- Androni Giocattoli-Sidermec - Bardiani CSF Faizanè - Eolo-Kometa - Gazprom-RusVelo - Arkéa-Samsic - TotalEnergies - Vini Zabù Equipos continentales (4)- Beltrami TSA-Tre Colli - General Store Essegibi F.lli Curia - Mg.k Vis VPM - Work Service-Marchiol-Dynatek |
| |

## Clasificación final
- La clasificación finalizó de la siguiente forma:[3]

| \| Clasificación general \| Clasificación general \| Clasificación general \| Clasificación general \| Clasificación general \| \| Ciclista \| Ciclista \| Equipo \| Tiempo \| \| \| --------------------- \| --------------------- \| ---------------------- \| --------------------- \| --------------------- \| \| 1.º \| Primož Roglič \| Jumbo-Visma \| 4 h 54 min 26 s \| \| \| 2.º \| João Almeida \| Deceuninck-Quick Step \| + 3 s \| \| \| 3.º \| Michael Woods \| Israel Start-Up Nation \| + 5 s \| \| \| 4.º \| Adam Yates \| Ineos Grenadiers \| + 9 s \| \| \| 5.º \| Remco Evenepoel \| Deceuninck-Quick Step \| + 28 s \| \| \| 6.º \| Daniel Martin \| Israel Start-Up Nation \| + 1 min 23 s \| \| \| 7.º \| Bauke Mollema \| Trek-Segafredo \| + 1 min 45 s \| \| \| 8.º \| Diego Ulissi \| UAE Team Emirates \| + 1 min 46 s \| \| \| 9.º \| Ben Hermans \| Israel Start-Up Nation \| + 1 min 50 s \| \| \| 10.º \| Nairo Quintana \| Arkéa-Samsic \| + 1 min 59 s \| \| |                 |                        |                 |
| |                 |                        |                 |
| Fuente: ProCyclingStats |                 |                        |                 |
| Clasificación general |                 |                        |                 |
| Ciclista | Ciclista        | Equipo                 | Tiempo          |
| 1.º | Primož Roglič   | Jumbo-Visma            | 4 h 54 min 26 s |
| 2.º | João Almeida    | Deceuninck-Quick Step  | + 3 s           |
| 3.º | Michael Woods   | Israel Start-Up Nation | + 5 s           |
| 4.º | Adam Yates      | Ineos Grenadiers       | + 9 s           |
| 5.º | Remco Evenepoel | Deceuninck-Quick Step  | + 28 s          |
| 6.º | Daniel Martin   | Israel Start-Up Nation | + 1 min 23 s    |
| 7.º | Bauke Mollema   | Trek-Segafredo         | + 1 min 45 s    |
| 8.º | Diego Ulissi    | UAE Team Emirates      | + 1 min 46 s    |
| 9.º | Ben Hermans     | Israel Start-Up Nation | + 1 min 50 s    |
| 10.º | Nairo Quintana  | Arkéa-Samsic           | + 1 min 59 s    |

## UCI World Ranking
El Giro de Emilia otorgó puntos para el UCI World Ranking para corredores de los equipos en las categorías UCI WorldTeam, UCI ProTeam y Continental. Las siguientes tablas muestran el baremo de puntuación y los 10 corredores que obtuvieron más puntos:
| Posición              | 1.º | 2.º | 3.º | 4.º | 5.º | 6.º | 7.º | 8.º | 9.º | 10.º | 11.º | 12.º | 13.º | 14.º | 15.º | 16.º-30.º | 31.º-40.º |
| Clasificación general | 200 | 150 | 125 | 100 | 85  | 70  | 60  | 50  | 40  | 35   | 30   | 25   | 20   | 15   | 10   | 5         | 3         |

| Clasificación |                 |                        |         |
| Posición      | Ciclista        | Equipo                 | General |
| ------------- | --------------- | ---------------------- | ------- |
| 1.º           | Primož Roglič   | Jumbo-Visma            | 200     |
| 2.º           | João Almeida    | Deceuninck-Quick Step  | 150     |
| 3.º           | Michael Woods   | Israel Start-Up Nation | 125     |
| 4.º           | Adam Yates      | INEOS Grenadiers       | 100     |
| 5.º           | Remco Evenepoel | Deceuninck-Quick Step  | 85      |
| 6.º           | Daniel Martin   | Israel Start-Up Nation | 70      |
| 7.º           | Bauke Mollema   | Trek-Segafredo         | 60      |
| 8.º           | Diego Ulissi    | UAE Emirates           | 50      |
| 9.º           | Ben Hermans     | Israel Start-Up Nation | 40      |
| 10.º          | Nairo Quintana  | Arkéa Samsic           | 35      |